# برايان كاش
برايان أنتوني (بالإنجليزية: Brian Cash)‏ (24 نوفمبر 1982 في جمهورية أيرلندا - ) هو لاعب كرة قدم أيرلندي في مركز الوسط. شارك مع منتخب جمهورية أيرلندا تحت 17 سنة لكرة القدم. أما مع النوادي، فقد لعب مع باتريك أتلتيك وديري سيتي وسوانزي سيتي ونادي بريستول روفيرز ونادي روتشديل ونادي سليغو روفرز ونوتينغهام فورست ونادي غالواي ‏ وغالواي يونايتد ‏.

## وصلات خارجية
- برايان كاش على موقع قاعدة بيانات كرة القدم.إي يو (الإنجليزية)
- برايان كاش على موقع Soccerbase.com (لاعب) (الإنجليزية)